# حجة الفطرة
حجة الفطرة (بالإنجليزية: Argument from a proper basis) أو حجة الأساس الصالح هي حجة وجودية لوجود الله المتعلقة بنزعة الإيمانية. جادل ألفين بلانتينغا بأن الإيمان بالله هو اعتقاد أساسي (أولي) صالح، وبالتالي لا ضرورة لوجود أساس يخص الإيمان بالله.

## التأييد

### ألفين بلانتينجا
المدافع الأكثر شهرة عن هذه الحجة هو الفيلسوف ألفين بلانتينجا. وفقًا للحجة من الأساس الصالح «الفطرة»، يمكن أن يكون الإيمان بالله عقلانيًا ومبررًا حتى دون حجج أو أدلة على وجود الله. وبشكل أكثر تحديداً، يجادل بلانتينجا بأن الإيمان بالله اعتقاد أساسي صالح، وبسبب نظرية المعرفة الخارجية الدينية، يدعي أن الإيمان بالله يمكن تبريره بشكل مستقل عن الأدلة. إن نظرية المعرفة الخارجية، التي تسمى «الوظيفية الصالحة» أو المناسبة، وهي شكل من أشكال الموثوقية المعرفية.
يناقش بلانتنجا وجهة نظره حول نظرية معدلة للمعرفة (بالإنجليزية: Reformed epistemology)، والوظيفية الصالحة (بالإنجليزية: proper functionalism) في سلسلة من ثلاثة مجلدات. في الكتاب الأول من الثلاثية، تسويغ: الجدل الحالي (بالإنجليزية: Warrant: The Current Debate) فإن بلانتنغا يقدم، ويحلل، وينتقد تطورات نظرية المعرفة التحليلية (بالإنجليزية: analytic epistemology) في القرن العشرين؛ لا سيما أعمال رودريك تشيشولم ولورينس بونجور، ووليام ألستون، وآلفين غولدمان. يجادل بلانتنجا بأن نظريات يسميها «تسويغ» - ويطلق عليها كثيرون آخرون التبرير (يحدد بلانتنجا فرقًا: التبرير هو مسألة الوفاء بواجبات الفرد المعرفية، في حين أن التسويغ هي ما يحول اعتقاد صحيح إلى معرفة) - لقد فشلت بعد وضعها من هؤلاء العلماء في الحصول على كل ما هو مطلوب للمعرفة.
في الكتاب الثاني من سلسلة كتبه الفلسفية الثلاثة، المسوغ والوظيفة الصالحة، يقدم فكرة «المسوغ» كبديل للتبرير، ويناقش موضوعات مثل المعرفة الذاتية، والذكريات، والإدراك، والاحتمال. ويجادل تعليل بلانتينغا «للوظيفة الصالحة» بأنها شرط ضروري للحصول على مسوغ، فإن «جهاز تشكيل الاعتقادات والحفاظ عليها» عند المرء وظيفته صالحة - «أي يعمل بالطريقة التي يجب أن يعمل بها». يشرح بلانتينجا حجته للحصول على الوظيفة الصالحة بالإشارة إلى «خطة التصميم»، وكذلك البيئة التي يكون فيها الجهاز المعرفي للمرء في وضع أمثل للاستخدام. يؤكد بلاتنينغا أن خطة التصميم لا تتطلب مصممًا: «من المحتمل أن التطور (غير موجه من قبل الله أو أي شخص آخر) قد زودنا بطريقة ما أو بأخرى بخططنا التصميمية»، ولكن مسألة النموذج العام لخطة تصميم تشبه مسألة منتج تقني صممه إنسان (مثل راديو أو عجلة). في نهاية المطاف، يجادل بلانتينجا بأن الطبيعانية المعرفية - أي نظرية المعرفة التي تؤكد أن المسوغ يعتمد على القدرات الطبيعية - تدعمها بشكل أفضل ميتافيزيقيا متجاوزة للطبيعة - في هذه الحالة، هي الإيمان بالله الخالق أو ببعض المصممين الذين وضعوا خطة تصميم تتضمن إدراك كليات تفضي إلى تحقيق المعرفة.
وفقا لبلانتينغا فالاعتقاد (B) مسوغ ذا:

1. القدرات المعرفية المشمولة في إنتاج B تعمل بشكل صحيح...؛
2. أن تشبه البيئة المعرفية الخاصة بك بدرجة كافية البيئة التي صُممت من أجلها قدراتك المعرفية؛
3. .خطة التصميم التي تحكم إنتاج الاعتقاد المعني تشمل، كغرض أو وظيفة، إنتاج معتقدات صحيحة...؛
4. أن تكون خطة التصميم خطة جيدة: أي أن هناك احتمالية إحصائية عالية أو احتمالية موضوعية عالية بأن يكون الاعتقاد الناشئ وفقًا للجزء ذي الصلة من خطة التصميم في ذلك النوع من البيئة صحيحًا.

يسعى بلانتينغا للدفاع عن وجهة النظر هذه حول الوظيفة الصالحة مقابل وجهات النظر البديلة للوظيفة الصالحة التي اقترحها فلاسفة آخرون والتي يجمعها معًا على أنها وجهات نظر «طبيعانية»، بما في ذلك وجهة نظر «تعميم وظيفي» لجون بولوك، والتعليل التطوري/المسببي evolutionary/etiological الذي قدمته روث ميليكان، ووجهة نظر الترتيبي (بالإنجليزية: dispositional) التي يتبناها جون بيغيلو وروبرت بارغيتر. يناقش بلانتنجا أيضًا «الحجة التطورية ضد المذهب الطبيعي» وخلاصتها أن الاعتقاد بصحة التطور يهدم أساس المذهب الطبيعي، في فصول لاحقة من المسوغ والوظيفة الصالحة.
في عام 2000 تم نشر بلانتنجا المجلد الثالث بعنوان الاعتقاد المسيحي المسوغ. في هذا المجلد كانت نظرية التسويغ لبلانتينغا أساس لغايته اللاهوتية: توفير أساس فلسفي للاعتقاد المسيحي، وهي حجة لتسويغ الإيمان الإلهي المسيحي. ووضع في الكتاب نموذجين لمثل هذه المعتقدات، نموذج «أ/ك» (الأكويني/كالفين)، ونموذج «أ/ك موسع». والأول يحاول إظهار أن الإيمان بالله قد يكون مبررًا، ومسوغًا، وعقلانيًا. في حين يحاول النموذج الموسع أن يبين أن تلك المعتقدات اللاهوتية المسيحية الأساسية يمكن تسويغها. وفق هذا النموذج يوجد ما يسوغ للمسيحيين معتقداتهم بتأثير الروح القدس لحصول تلك المعتقدات في المؤمن.

### دينيسي هامر
نشر عالم الوراثة دينيسي هامر كتابه جين الله؛ كيف يكون الإيمان متأصلًا في مورثاتنا (بالإنجليزية: The God Gene – How Faith is Hardwired into our Genes، في تعليق على نقد المتدينين له: «يمكن للمؤمنين أن يعتبروا وجود جين الله كآية إضافية على حكمة الخالق وطريقة مبدعة تساعد البشر في التعرف على الحضور الإلهي والاعتقاد به ».

### جاستن إل. باريت
استدل على الفطرة بعلم النفس عالم النفس جاستن إل. باريت الذي نشر كتابه ولدوا مؤمنين (بالإنجليزية: Born Believers) وفيه قال: «التدين حقيقة مشتركة في طبيعة الإنسان ... بغضّ النظر عن الثقافة ودون الحاجة إلى تلقين بالإكراه، ينمو الأطفال بنزعة للبحث عن معنى محيطهم وفهمه، وعند منح المجال لتطوّر عقولهم ونموّها طبيعيًا يؤدّي بهم هذا البحث إلى اعتقاد بعالمَ مصمّم له غاية، وأن صانعًا حكيمًا قد صمّمه، ويفترضون أن هذا الصانع المقصود كلّي القدرة، وكلّي العلم، وكلّي الإدراك وأبدي. ولا يحتاج هذا الصانع أن يكون مرئيًا أو متجسّدًا مثل البشر. ويربط الأطفال بسهولة هذا الصانع بالخير الأخلاقي وبأنّه مصدر الإلزام بالقيم الأخلاقية. وتعلّل هذه الملاحظات والاستنتاجات جزئيًا سبب الانتشار الواسع للإيمان بآلهة لها هذه الصفات العامة عبر مختلف الثقافات على مدى التاريخ»

## في الإسلام
يعتقد أن تلك الحجة تؤكدها النصوص الدينية الإسلامية: ﴿فَأَقِمْ وَجْهَكَ لِلدِّينِ حَنِيفًا فِطْرَةَ اللَّهِ الَّتِي فَطَرَ النَّاسَ عَلَيْهَا لَا تَبْدِيلَ لِخَلْقِ اللَّهِ ذَلِكَ الدِّينُ الْقَيِّمُ وَلَكِنَّ أَكْثَرَ النَّاسِ لَا يَعْلَمُونَ ۝٣٠﴾ [الروم:30] وقول النبي محمد «كل مولود يولد على الفطرة»، كما عبرت عنها القصة المشهورة حي بن يقظان التي تدور حول شخص نشأ وحده في جزيرة ووصل إلى الإيمان الموافق لما تنص عليه الأديان.

## الاعتراضات

### اعتراض القرع العظيم
يُعرف أفضل اعتراض معروف على حجة الفطرة (الأساس الصالح) من خلال «اعتراض القرع العظيم» (شخصية كرتونية تؤمن بقدوم قرع عظيم بشدة وتدعو الناس لها). وقد طرح هذا الاعتراض ألفين بلانتنجا في كتابه التسويغ: الحوار الحالي عام 1983 ووصف الاعتراض على النحو التالي:
من المغري طرح النوع التالي من السؤال؛ إذا كان الإيمان بالله فطريًا، فلماذا لا يكون أي إيمان فطريًا (ذو أساس صالح)؟ ألا نستطيع أن نقول الشيء نفسه عن أي انحراف غريب يمكن أن نفكر فيه؟ ماذا عن الفودو أو التنجيم؟ ماذا عن الاعتقاد بأن القرع العظيم يعود في كل عيد هالوين؟ هل يمكن أن اعتبر هذا الاعتقاد أساسيًا (فطريًا)؟ لنفترض أنني أعتقد أنه إذا قمت بتحريك ذراعي بقوة كافية سأتمكن من الارتفاع والطيران في الغرفة؛ هل يمكنني الدفاع عن نفسي ضد تهمة اللاعقلانية من خلال الادعاء بأن هذا اعتقاد أساسي «فطري»؟ إذا قلنا أن الإيمان بالله اعتقاد فطري على الأرجح، أفلن نكون ملتزمين بالاعتقاد بأن أي شيء، أو أي شيء تقريبًا، يمكن أن يعتقد بشكل ملائم أنه فطري، وبالتالي نفتح أبواب اللاعقلانية والخرافات على مصراعيها؟ 